# Lasiopleura barberi
Lasiopleura barberi är en tvåvingeart som beskrevs av Curtis W. Sabrosky 1951. Lasiopleura barberi ingår i släktet Lasiopleura och familjen fritflugor. Inga underarter finns listade i Catalogue of Life.